# Balogh Csaba (sakkozó)
Balogh Csaba (Budapest, 1987. március 19. –) magyar sakkozó, nemzetközi nagymester, többszörös sakkolimpikon, sakkolimpiai ezüstérmes, csapatban Európa-bajnoki ezüst- és bronzérmes, U16 korosztályos Európa-bajnok, csapatban U16 világbajnok, U18 Európa-bajnok, szövetségi kapitány.

## Élete, pályafutása
Nyolcévesen édesapjától tanult meg sakkozni. Nevelőegyesülete a Barcza-BEAC SC volt, első edzője, Böröcz István nemzetközi mester, aki kilencéves korában kezdett el foglalkozni vele Budaörsön, ahol él. „Nagyon szép sakkstílusa volt, ami nagy hatással volt rám” – mondta később Balogh Csaba egy interjúban. Napi 6-8 órát foglalkozik sakkal, edzőpartnerrel, edzővel, vagy nélkülük. A Rybka sakkszámítógépet elengedhetetlennek tartja a felkészüléshez. Egyik kedvenc saját játszmája a Viktor Korcsnoj elleni mérkőzése 2007-ben Pakson.
Nemzetközi mester 2002 áprilisában lett, majd 2004 júliusában nagymesteri címet szerzett és ezzel három éven át ő volt Magyarország legfiatalabb nagymestere.
2003-ban U16 korosztályos Európa-bajnokságot nyert. Ugyanebben az évben tagja volt az U16 világbajnokságot, és az U18 Európa-bajnokságot nyert magyar válogatottnak.
2006-ban 2. helyezést ért el a magyar bajnokságon, ugyanebben az évben magyar rapid és snell bajnok.
A 2005-ös világbajnoki ciklusban a varsói Európa-bajnokságon kvalifikálta magát a sakk világkupára, ahol a 2. fordulóig jutott, az 1. fordulóban Szergej Karjakint búcsúztatva. A 2007-es világbajnoki ciklusban az első körben esett ki.
2014-ben a jereváni sakk-Európa-bajnokságon elért eredményével jogot szerzett a Világkupán való indulásra.
Élő-pontszáma 2016. augusztusban 2623, amellyel a világranglistán a 161., a magyar ranglistán az 5. helyen áll. Eddigi csúcsa 2672 pont (2012. májusban), ezzel akkor a világranglista 80. helyére került. A junior világranglistán a 9. helyig jutott (2007 áprilisában, 2617 ponttal).
2017. március 1-től a férfi sakkválogatott szövetségi kapitánya.

## Csapateredményei
2006-2016 között hat sakkolimpián volt a magyar csapat tagja, ahol a legjobb eredménye a 2014-es sakkolimpián szerzett ezüstérem, és ugyanezen az olimpián a 2. táblán egyénileg elért 2. legjobb eredmény a mezőnyben.
Tagja volt a 2011-es csapatvilágbajnokságon 5. helyezést elért magyar válogatottnak, ahol egyéniben a mezőny 3. legjobb eredményét érte el.
Hat Európa-bajnokságon vett részt a válogatott tagjaként, melyek közül 2011-ben és 2015-ben a csapat a 3. helyet szerezte meg, míg az egyéni mezőnyt tekintve 2005-ben a 2., 2013-ban és 2015-ben tábláján a 3. legjobb eredményt érte el.
2006/2007 – Aranyérmes a magyar csapatbajnokságon az Aquaprofit NTSK csapatával.

## Kiemelkedő versenyeredményei
- 1999 – 1. helyezés Budapest First Saturday FS12 IM-B,
- 2000 – 1. helyezés Budapest First Saturday FS11 IM,
- 2002 – megosztott 1. helyezés Budapest First Saturday FS11 GM, (Konsztantin Csernyisovval)
- 2002 - 2. helyezés Budapest First Saturday FS05 GM,
- 2004 – megosztott 1. helyezés Basel,
- 2004 - 2. helyezés Balatonlelle,
- 2004 - megosztott 2. helyezés Zalaegerszeg
- 2007 Paks – Harmadik hely az V. Marx György-emlékversenyen.
- 2007 – Budapest, a magyar rapid és snell bajnokságon ezüstérmes.
- 2008 - Hévíz, 1. helyezés a XVI. kategóriás nagymesterversenyen.
- 2011-ben 2-5. helyezést ért el a 13. Dubai Open Chess Chamionship versenyen.[11]
- 2013 - 1. helyezés Barcelona[12]
- 2013 - megosztott 2. helyezés Zürich[13]

## Díjai, elismerései
- Az év ifjúsági sakkozója, 2003[14][15]
- Az év magyar sakkozója (2013,[16] 2014[17])

## Publikációja
- Balogh Csaba: 60 tanulságos bástyavégjáték, Magyar Sakkvilág füzetek 09., Budapest, 2005. ISSN 1786-8769 ISBN 963-86800-6-7